# Bad Kreuzen
Bad Kreuzen är en ort och kommun  i Österrike. Den ligger i distriktet Perg i förbundslandet Oberösterreich, 120 kilometer väster om huvudstaden Wien. 
Kommunen består av 18 orter (Ortschaften) (inom parentes invånarantal 1 januari 2024):

- Bad Kreuzen (771)
- Innernstein (41)
- Klaus (88)
- Kollroßdorf (117)
- Kühweid (231)
- Lehen (22)
- Mitterdörfl (160)
- Neuaigen (329)
- Oberdörfl (60)
- Obereisendorf (32)
- Oberkalmberg (132)
- Panholz (29)
- Schönfichten (32)
- Thomastal (8)
- Unterdörfl (191)
- Untergaisberg (6)
- Wetzelstein (84)
- Würzenberg (109)